# Райхенбахський водоспад
Райхенба́хський водоспа́д (нім. Reichenbachfälle, заст. Рейхенбахський, та більш правильний український переклад — Райхенбахські водоспади) — видовищний та легкодоступний водоспад заввишки близько 250 метрів, розташований в Альпах біля містечка Майрінген у кантоні Берн, Швейцарія. Вважається одним із найбільш потужних і високих водоспадів в Альпах, складається з кількох каскадів; найбільший каскад висотою 90 метрів — Верхній Райхенбахський водоспад, власне і є відомим світу водоспадом, про який ідеться у творах про Шерлока Холмса.

## Опис

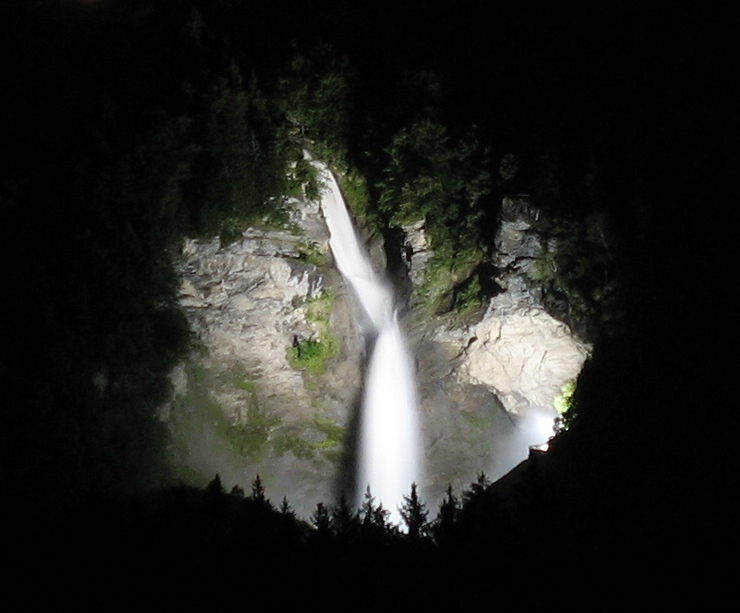
Водоспад вночі

Водоспади розташовані в нижній частині долини Райхенбах на струмку Райхенбах (від якого і водоспад, і долина отримали назву), притоки річки Ааре, на відстані всього 2 км на південь від містечка Майрінген та в 25 км на схід від міста Інтерлакен.
Водоспад насправді є каскадом водоспадів загальною висотою близько 250 метрів; найбільший каскад висотою 90 метрів — Верхній Райхенбахський водоспад, його середня витрата води складає 3—5 м³/с, а максимальна після сильної зливи — до 30 м³/с; ширина становить від 40 метрів до 120 метрів у долині.
Взимку більша частина води з водоспаду перенаправляється у трубу гідроелектростанції.
Верхній водоспад досить легко доступний — біля нього по розташована верхня станція Райхенбахського фунікулера. Нижня станція фунікулера розташована в селищі Віллінген, в 20 хвилинах пішки або 6 хвилинах автобусом від залізничної станції Майрінген Брюнігської залізниці, яка поєднує міста Інтерлакен та Люцерн.
Середні водоспади каскаду є важкодоступними, а повз найнижчий безіменний водоспад фунікулер проїжджає на шляху на гору.

## Водоспад у літературі

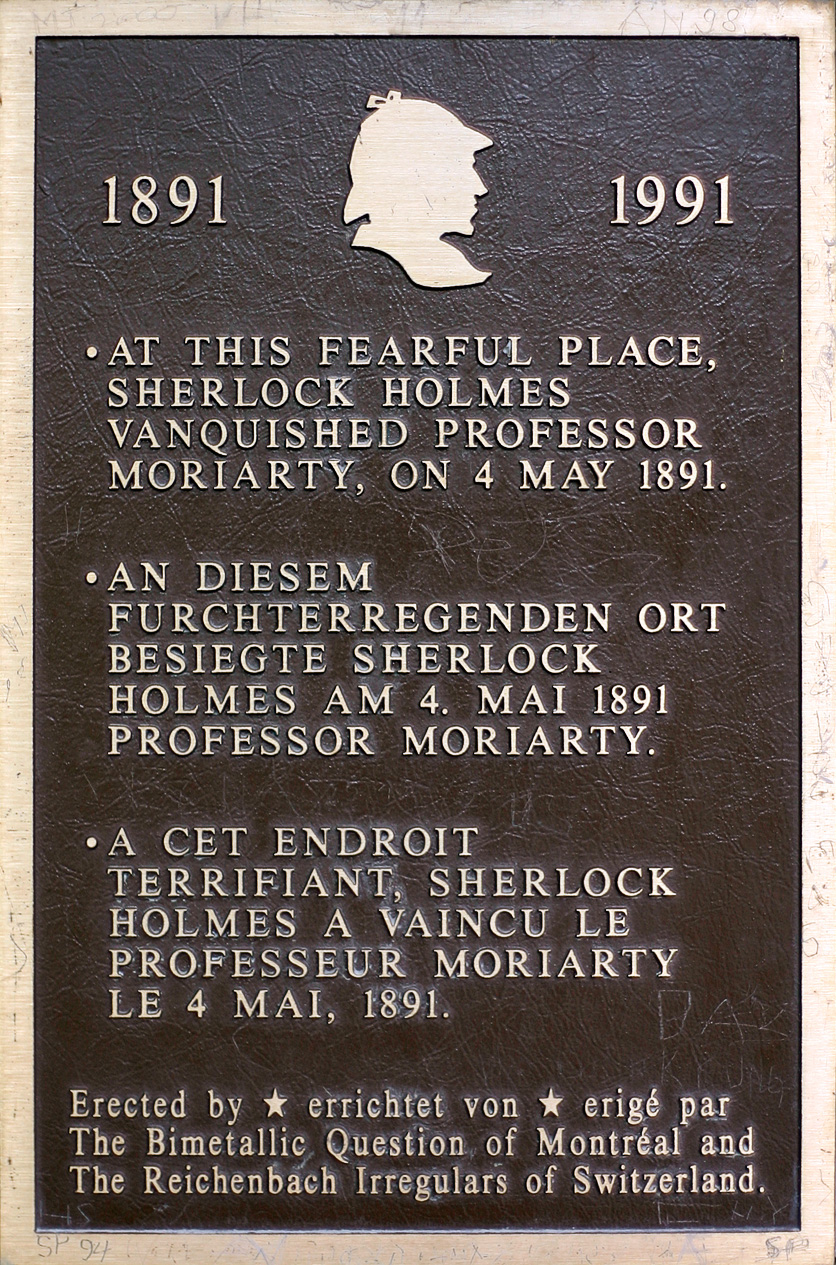
Пам'ятна табличка на честь Шерлока Голмса

Письменник Артур Конан-Дойл, побувавши біля водоспаду наприкінці XIX століття, був вражений його красою. Артур Конан-Дойл вирішив, що великий детектив повинен померти саме тут. Це було описано в оповіданні «Остання справа Холмса», де 4 травня 1891 головний герой «гине» в сутичці з ватажком лондонського злочинного світу професором Моріарті. Доктор Ватсон, який прибіг на допомогу і від імені якого ведеться оповідання, написав:
… там, в глибині цього страшного котла киплячої води й вируючої піни, навіки залишилися лежати тіла найнебезпечнішого злочинця і вправного поборника правосуддя свого часу.
Щоправда, пізніше виявилось, що Голмс врятувався, зачепившись за виступ скелі.
Біля водоспаду на оглядовому майданчику встановлена пам'ятна табличка на честь Шерлока Голмса.

## Цікаві факти
- Замість Райхенбахского водоспаду в старому радянському фільмі «Пригоди Шерлока Холмса і доктора Ватсона» було знято Ґеґський водоспад в Абхазькій АРСР.[5]
- Розташоване неподалік від водоспаду містечко Майрінген претендує на звання батьківщини безе — тістечка, яке печеться з цукрової пудри і збитих білків яєць.[6] Безе з Майрінгена вважається найкращим.